# Doubrovytsia
Doubrovytsia (en ukrainien : Дубровиця) est une ville de l'oblast de Rivne, en Ukraine. Sa population s'élevait à 9 504 habitants en 2016.

## Géographie
Doubrovytsia est arrosée par la rivière Horyn et se trouve à 109 km au nord-nord-est de Rivne et à 324 km à l'ouest-nord-ouest de Kiev.

## Histoire
L'origine de Doubrovytsia remonte à 1005. Elle a le statut de ville depuis 1957.

## Population
Recensements (*) ou estimations de la population :
| 1959* | 1970* | 1979* | 1989   | 2001* | 2010  |
| ----- | ----- | ----- | ------ | ----- | ----- |
| 6 028 | 7 314 | 8 381 | 10 856 | 9 644 | 9 383 |

| 2011  | 2012  | 2013  | 2014  | 2015  | 2016  |
| ----- | ----- | ----- | ----- | ----- | ----- |
| 9 430 | 9 424 | 9 414 | 9 459 | 9 499 | 9 504 |

## Personnalité
- Georges Charpak (1924-2010), physicien franco-polonais, chercheur au CERN et à l'ESPCI ParisTech, lauréat du prix Nobel de physique de 1992, né à Doubrovytsia.